# Regno di Ngoenyang
Il Regno di Ngoenyang o Ngoen Yang (in thailandese อาณาจักรหิรัญเงินยาง, Anachak Ngoenyang ), detto anche Regno di Hiran, fu uno Stato formatosi nel VII secolo d.C. nell'odierna Thailandia del Nord con capitale nelle stesse Hiran e Ngoenyang, le odierne Mae Sai e Chiang Saen. Fu uno dei primi Stati formati nel sudest asiatico dai popoli dell'etnia tai, che attorno alla metà del I millennio d.C. cominciarono a migrare dalla Cina. Il regno estese i suoi territori nel nord delle odierne Laos e Thailandia e durò fino al 1292, quando Mengrai il Grande, 25º Re di Ngoenyang, fondò il Regno di Lanna dopo aver trasferito la capitale a Chiang Rai nel 1262.

## Storia

### Fondazione
Non vi sono documentazioni riguardanti Ngoenyang scritte prima del regno di Re Mengrai, fondatore e sovrano di Lanna dal 1296 al 1317. Secondo le antiche cronache di Chiang Mai, la città di Chiang Saen fu fondata nel 545 d.C. nella zona dell'odierno sotto-distretto (tambon) di Yonok da migranti di etnia tai yuan provenienti dalla provincia cinese dello Yunnan. Fu una delle prime municipalità (mueang) che i popoli tai, di cui i tai yuan fanno parte, formarono nel sud-est asiatico.
Dopo che Yonok fu distrutta da un terremoto, i tai yuan ricostruirono la città a Vieng Prueksa, nella zona dell'odierna Mae Sai (in provincia di Chiang Rai), dove formarono una monarchia elettiva. Vieng Prueksa entrò nella sfera d'influenza del Regno di Lavo, l'odierna Lopburi, che era uno stato vassallo dei khmer di Chenla. Il re di Lavo impose l'ascesa al trono di Lavachakkraj, che divenne sovrano del nuovo regno nel 638 e cambiò il nome della capitale in Hiran. Attorno all'anno 850, il settimo re di Hiran, Laokiang, fece ricostruire Yonok nell'attuale sito di Chiang Saen, che prese il nome di Ngoenyang e divenne la nuova capitale. Da quel momento il Regno di Hiran fu chiamato Regno di Ngoenyang e si espanse sensibilmente, arrivando ad occupare i territori laotiani di Meuang Sua e Mueang Theng, le odierne Luang Prabang e Dien Bien Phu.

### Il Regno di Ngoenyang diventa il Regno Lanna
Il Regno di Ngoenyang fu influenzato dalla cultura del potente Regno di Hariphunchai, un vicino Stato con capitale nell'attuale Lamphun, da cui mutuò il Buddhismo Theravada. Nel XIII secolo venne fondata dal re di Ngoenyang la città di Chiang Rai. Ngoenyang fu conquistata nel 1250 dai tai lü del Regno di Chiang Hung, l'odierna Jinghong della prefettura cinese del Xishuangbanna, ai confini tra Yunnan e Laos. Il breve dominio tai lü venne interrotto dall'affermazione delle orde mongole di Kublai Khan, che non occuparono la zona e lasciarono un vuoto di potere.
Ne approfittò Mengrai, il 25º re di Ngoenyang, che espanse enormemente i suoi territori. Sposò la figlia del re di Chiang Hung, il cui regno sarebbe diventato un suo vassallo, e spostò la capitale a Chiang Rai nel 1262. Il regno si rinforzò con l'alleanza tra Mengrai ed i sovrani Ngam Mueng di Phayao e Ramkhamhaeng di Sukhothai nel 1276 e nel 1277. La conquista più grande di Mengrai fu quella del Regno di Hariphunchai, che cadde nelle sue mani nel 1292. Tale data coincide con la fondazione del nuovo Regno Lanna (lett. un milione di risaie), che sostituì il glorioso Regno di Ngoenyang ed avrebbe dominato il nord dell'Indocina per molti anni. Nel 1296, Mengrai avrebbe nuovamente spostato la capitale, fondando Chiang Mai (lett. città nuova).